# Jorge Barrios
Jorge Wálter Barrios Balestrasse (født 24. januar 1961 i Las Piedras, Uruguay) er en tidligere uruguayansk fodboldspiller (midtbanespiller), der mellem 1980 og 1992 spillede hele 61 kampe og scorede fire mål for Uruguays landshold. Han spillede blandt andet tre af landets fire kampe under VM i 1986 i Mexico.
På klubplan spillede Barrios primært for Montevideo-klubben Montevideo Wanderers. Han var også tilknyttet CA Peñarol, og spillede desuden en årrække i græsk fodbold hos Olympiakos og Levadiakos